# Grand Prix d'Availles-Limouzine
Le Grand Prix d'Availles-Limouzine est une course cycliste française disputée annuellement autour d'Availles-Limouzine, dans le département de la Vienne. Créée en 2005, elle est organisée par une association locale, avec le soutien du Cycle Poitevin.
Cette épreuve fait partie du calendrier national de la Fédération française de cyclisme.

## Palmarès
| Année | Vainqueur          | Deuxième              | Troisième            |
| ----- | ------------------ | --------------------- | -------------------- |
| 2005  | Yevgeniy Sladkov   | Denis Kudashev        | Benoît Luminet       |
| 2006  | Dimitri Champion   | Mickaël Larpe         | Stefan Kushlev       |
| 2007  | Makoto Iijima      | Médéric Clain         | Stefan Kushlev       |
| 2008  | Mickaël Larpe      | Willy Perrocheau      | Florian Vachon       |
| 2009  | Cho Ho-sung        | Frédéric Finot        | Stefan Kushlev       |
| 2010  | Paul Brousse       | Ronan Racault         | Guillaume Belgy      |
| 2011  | Samuel Plouhinec   | Carl Naibo            | Médéric Clain        |
| 2012  | Romain Mathéou     | Willy Perrocheau      | Romain Guillemois    |
| 2013  | Romain Mathéou     | Pierre Drancourt      | Mickaël Larpe        |
| 2014  | Ronan Racault      | Guillaume Gerbaud     | Julien Guay          |
| 2015  | Ronan Racault      | Rémy Rochas           | Sylvain Blanquefort  |
| 2016  | Victor Tournerioux | Enzo Boisset          | Aurélien Doléatto    |
| 2017  | Marlon Gaillard    | Clément Saint-Martin  | Geoffrey Thévenez    |
| 2018  | Alexandre Billon   | Morne van Niekerk     | Nicolas Prodhomme    |
| 2019  | Yannick Martinez   | Vadim Deslandes       | Clément Saint-Martin |
| 2020  | Émilien Jeannière  | Axel Zingle           | Dylan Kowalski       |
| 2021  | Noah Knecht        | Théo Degache          | Théo Menant          |
| 2022  | Sten Van Gucht     | Émilien Vandermeersch | Lucas Avadanian      |
| 2023  | Yannick Martinez   | Lenaïc Langella       | Corentin Bertrand    |
| 2024  | Paul Conor         | Titouan Margueritat   | Mathéo Barusseau     |
| 2025  | Mattis Lebeau      | Paul Picard           | Markus Pajur         |